# Seminarie
Een seminarie of seminarium is een instelling of universiteit  voor de opleiding van geestelijken. In de Katholieke Kerk is dit meestal onder de vorm van een internaat onder leiding van een rector. Het idee van een seminarie stamt uit de 16e eeuw en was deel van de contrareformatie. De term stamt van het Latijnse woord seminarium = kweekschool. Het Concilie van Trente (1543-1565) schreef de oprichting van seminaries in elk bisdom voor.
Ook sommige protestantse kerken hebben een seminarie voor aanvullende kerkelijke opleiding.

## Indeling
Seminaries zijn als volgt in te delen:
- kleinseminaries: vooral een klassieke humaniora- of gymnasiale- opleiding voor jongens in de leeftijd van 12 tot 18 jaar
- grootseminaries: de eigenlijke priesteropleiding met vooral filosofie (onderbouw) en theologie (bovenbouw)

Een andere indeling is:
- diocesane seminaries: leiden priesters op voor het eigen bisdom/diocees
- landelijke of regionale seminaries: leiden priesters op voor diverse bisdommen
- religieuze seminaries: leiden priesters op voor de eigen kloosterorde of -congregatie

Een convict is een bijzondere vorm van priesteropleiding. Daarbij wordt de spirituele en geestelijke begeleiding wel binnen de leefgemeenschap gedaan maar wordt de filosofische en theologische studie gevolgd aan een universiteit of ander seminarie zoals Vronesteyn in het bisdom Rotterdam of het Ariënsinstituut te Utrecht.

## Leiding
De leiding van een seminarie bestaat uit een president, rector voor de algehele leiding, een decaan of studieleider, die het studieprogramma begeleidt, en een spirituaal, die voor de geestelijke verzorging van de studenten verantwoordelijk is.

## Seminaries in Nederland
Na het Tweede Vaticaans Concilie in de jaren zestig hebben de Nederlandse bisschoppen en de priesterordes hun in totaal ongeveer vijftig seminaries gesloten. Priesterkandidaten moesten hun scholing volgen aan een van de zes nieuwe theologische hogescholen en faculteiten in de universiteitssteden: het Theologisch Instituut Eindhoven, dat al spoedig werd opgeheven, de Theologische Hogescholen in Amsterdam en Utrecht (KTHA en KTHU), de Hogeschool voor Theologie en Pastoraat in Heerlen, de Theologische Faculteit Tilburg en een uitbreiding van de bestaande Theologische Faculteit Nijmegen met een kandidaatsopleiding. 
Deze hogescholen brachten echter weinig priesters voort. Hierop besliste bisschop Joannes Gijsen in 1974 om wederom een seminarie op te richten; de andere bisschoppen volgden zijn voorbeeld; Rolduc (1974): ten behoeve van het bisdom Roermond, Sint-Janscentrum (1987): ten behoeve van het bisdom 's-Hertogenbosch en de De Tiltenberg (1997): ten behoeve van het bisdom Haarlem-Amsterdam, het aartsbisdom Utrecht en het bisdom Groningen-Leeuwarden. 
De Faculteit Katholieke Theologie van de Universiteit van Tilburg is de enige faculteit voor de katholieke theologie in Nederland waar de wetenschappelijke opleiding tot het kerkelijk ambt verzorgd wordt. Ze werd opgericht in 2007.

#### Voorbeelden van (groot-) seminaries in Nederland door de eeuwen heen

##### Seminarie van eenbisdom
- Tijdens de Hollandse Zending tussen de jaren 1799 en 1842 was er een seminarie gevestigd in Huis Bergh in 's-Heerenberg.
- Seminaries van bisdom Haarlem-Amsterdam; In Warmond was van 1799 tot 1967 het (groot-) Seminarie van het dan bisdom Haarlem en sinds 1956 ook van het bisdom Rotterdam gevestigd. Dit seminarie was het eerste rooms-katholieke seminarie in de noordelijke Nederlanden. Het seminariegebouw doet tegenwoordig dienst als verzorgingshuis. Sinds 1984 is er het is het Willibrordhuis te Amsterdam waar priesterstudenten samenwoonden. In 1997 wordt het Willibrordhuis een seminarie, dat per november 2005 is verhuisd naar De Tiltenberg. Het seminarie is nu gevestigd in Heiloo en leidt studenten op voor het bisdom Haarlem-Amsterdam.
- Seminaries van bisdom Rotterdam; Na Warmond wordt na een tussenpauze in 1988 het Seminarie Vronesteyn in Voorburg opgericht. Dat doet nu dienst als woon- en vormingshuis voor seminaristen van het bisdom Rotterdam.
- Seminaries van bisdom Utrecht; Het Aartsbisschoppelijk Groot-seminarie Rijsenburg in de gemeente Driebergen-Rijsenburg van 1857 tot 1968. Het gebouw is in 1984 afgebroken. Tegenwoordig worden priesters voor het aartsbisdom en bisdom Breda opgeleid aan het Ariënsinstituut (voorheen Ariënskonvikt).
- Seminaries van bisdom 's-Hertogenbosch; Rond 1600 was de priesteropleiding in 's-Hertogenbosch zelf gehuisvest. Na 1629 verdween de opleiding naar Leuven in België om in 1798 weer terug te komen. Al snel verdreef wateroverlast het Bossche seminarie naar 'Nieuw-Herlaar' in Sint-Michielsgestel, waar de opleiding tot 1833 onderdak vond. Ruimtenood dwong de Apostolisch Vicaris op zoek te gaan naar een nieuwe locatie, die hij vond in Haaren (Noord-Brabant). Het Groot-seminarie was daar gevestigd van 1836 tot en met 1967. Sinds 1987 is het Groot Seminarie gevestigd op het Sint-Janscentrum te 's-Hertogenbosch.
- Het bisdom Breda; groot-seminarie Bovendonk te Hoeven 1817 tot 1967. Thans is er het Conferentiecentrum Bovendonk gevestigd. Nu heeft het bisdom geen seminarie meer. De deeltijd-priesteropleiding Bovendonk (1983) staat open voor zogeheten late roepingen uit de diverse bisdommen, waaronder het bisdom Breda zelf, en voor leden van congregaties. Ook is Bovendonk de thuisbasis van jonge studenten van Breda.
- Seminaries van bisdom Roermond; Grootseminarie van het bisdom Roermond in Roermond van 1841 tot en met 1972. Sinds 1974 is het (groot-) Seminarie gevestigd op Rolduc, Kerkrade.

##### Seminarie van eenkloosterordeofcongregatie
- Seminarie St. Willibrord College door de Franciscanen in Katwijk, Zuid-Holland.
- Groot-Seminarie Sint-Augustinus van de Reguliere Kanunniken van Sint-Jan van Lateranen (C.R.L.), een congregatie van Augustijnen, Sint Annastraat in Sluis (Zeeland) van 1947 tot 1974.
- Montfortaans; Grootseminarie in het klooster dat sedert 1903 gevestigd was in Kasteel Oud Beijsterveld te Oirschot.
- Groot-Seminarie en Missiehuis van de Priestercongregatie van het Heilig Hart van Jezus in Tilburg.
- Groot-Seminarie van de Congregatie van de Heilige Geest in Gemert (Noord-Brabant).
- Groot-Seminarie van de Witte Paters het Sint-Charles te Boxtel (Noord-Brabant) vanaf 1892.
- Groot-Seminarie en Missiehuis van de Priestercongregatie van het Heilig Hart van Jezus in Helmond (Noord-Brabant).
- Missionair (groot-)Seminarie 'Redemptoris Mater' gesticht in 2003 in Roermond en toen dat te klein werd in Huis Blankenberg, sinds 2010 te Cadier en Keer. In Vogelenzang en Rolduc zijn tevens grootseminaries voor Redemptoris Mater, de priesteropleiding voor studenten van de neokatechumenale weg. De neokatechumenale studenten wonen niet op deze seminaries maar hebben eigen vormingshuizen.

De laatste jaren sturen vrijwel alle priestercongregaties en -ordes hun Nederlandse priester-kandidaten naar het buitenland voor de vorming en opleiding.

## Seminaries in België

### Tot 2010

#### Nederlandstalig
- Johannes XXIII-seminarie, gemeenschappelijk Grootseminarie te Leuven voor Nederlandstalige seminaristen uit het bisdom Antwerpen, bisdom Gent, bisdom Hasselt en het aartsbisdom Mechelen-Brussel
- Bisschoppelijk Grootseminarie te Brugge voor seminaristen uit het bisdom Brugge
- Diocesaan Grootseminarie te Mechelen voor voortgezette opleidingen.

#### Franstalig
- Seminarie Notre-Dame d'Espérance te Limelette (enkel initiatie en filosofie) voor seminaristen uit het aartsbisdom Mechelen-Brussel, bisdom Luik en het bisdom Doornik (in 2010 gesloten: vandaag Collegium Redemptoris Mater)
- Seminarie Saint-Paul te Louvain-la-Neuve voor Franstalige seminaristen (in 2010 gesloten)
- Seminarie Notre-Dame te Namen voor seminaristen uit het bisdom Namen (sinds 2010: alle Belgische Franstalige seminaristen volgen er hun opleiding)
- Seminarie Redemptoris Mater voor priesterkandidaten van de Neocatechumenale weg (Limelette voor bisdom Mechelen-Brussel en Namur)
- Bisschoppelijk seminarie te Luik voor seminaristen uit het bisdom Luik (seminaristen worden vandaag in Namen opgevoed)
- Bisschoppelijk seminarie te Doornik voor seminaristen uit het bisdom Doornik (seminaristen worden vandaag in Namen opgevoed)

#### Anderstalig
- The American College of Louvain te Leuven voor seminaristen uit de Verenigde Staten
- Maison Notre-Dame de la Strada te Brussel voor seminaristen uit Frankrijk
- Séminaire Diocésain Missionnaire International Redemptoris Mater te Namen voor seminaristen van de Neokatechumenale weg. Deze Gemeenschap heeft haar wortels in Spanje, en daarom kennen deze seminaries altijd twee voertalen, het Spaans en de taal van het land zelf, in dit geval het Frans.

### Sinds 2010

#### Nederlandstalig
- Johannes XXIII-seminarie, Interdiocesaan Grootseminarie te Leuven voor seminaristen uit het bisdom Antwerpen, bisdom Gent, bisdom Hasselt en Nederlandstalige seminaristen uit het aartsbisdom Mechelen-Brussel voor de basisopleiding en voor voortgezette opleidingen
- Bisschoppelijk Grootseminarie te Brugge voor seminaristen uit het bisdom Brugge (Gesloten in 2018)

#### Franstalig
- Interdiocesaan Grootseminarie Notre-Dame te Namen voor seminaristen uit het bisdom Namen, het bisdom Luik, het bisdom Doornik en de Franstalige seminaristen uit het het aartsbisdom Mechelen-Brussel voor de basisopleiding en voor voortgezette opleidingen
- Seminarie Redemptoris Mater te Namen voor priesterkandidaten van de Neocatechumenale weg

#### Anderstalig
- The American College of Louvain te Leuven voor seminaristen uit de Verenigde Staten voor de voortgezette opleidingen
- Séminaire Diocésain Missionnaire International Redemptoris Mater te Brussel voor seminaristen van de Neokatechumenale weg. Deze gemeenschap heeft haar wortels in Spanje, en daarom kennen deze seminaries altijd twee voertalen, het Spaans en de taal van het land zelf, in dit geval het Frans.

## Andere betekenis
Seminarie (ook: seminarium) aan een universiteit: dit is een werkverband van studenten aan een universiteit, onder leiding van een hoogleraar of een van zijn assistenten (zij vervullen er hun leeropdracht mee, terwijl ze in dezelfde periode hun doctoraat schrijven). Metonymisch is seminarie het lokaal dat bestemd is voor dit werkverband; het is vaak verenigd met de bibliotheek van de vakgroep. Terwijl in de auditoria de hoorcolleges plaatsvinden voor alle studenten van een of meer vakgroepen, vinden in de seminaries toegepaste oefeningen en uiteenzettingen plaats in verband met onderdelen van studierichtingen voor kleinere groepen studenten.